# 高木あずさ
高木 あずさ（たかぎ あずさ、1984年2月7日 - ）は、日本のタレント、グラビアアイドル。東京都出身。所属事務所はプロダクションノータイトル。

## 来歴
日出中学校・高等学校、成蹊大学経済学部卒業。ペスカドーラ町田に所属していたフットサル選手・橋本圭悟は中学の同級生。お笑い芸人・みよこ（元マンゴスティン→三等分）は高校の同級生に当たる。
2000年6月8日、『週刊ヤングジャンプ』誌面で開催されているオーディション『全国女子高生制服コレクション』準グランプリに選ばれる。同年郷ひろみ with HYPER GO号のメンバーにも選ばれた。
2001年、CD『FLASH BACK』をリリースして歌手としてもデビュー。
2014年から2016年にかけて、青山智美、白川未奈と共にアイドルユニット「おっPサンバ」を結成し、セニョリータ高木の名でリーダーを務めた。同ユニットではCD『Wカップ!』を発表、サッカーブラジル代表の応援活動を行った。
やりすぎガールの3代目、4代目、5代目、6代目、7代目、8代目、9代目、10代目を歴任している。

## 人物
- 趣味は手芸、絵画、ゴルフ、プラモデル製作（零戦、キングタイガー戦車など）、読書、料理。ゴルフで100切りに成功しており、ベストスコア98。また、弟の影響でミリタリー模型を作るのが趣味で、完成品は模型店に展示されている。
- 特技はバドミントン、バスケットボール。
- 弟が2人いる[7]。
- 泳げないがサーフィンでサーフボードの上に立ち、波に乗ることに成功している[8]。
- チャームポイントのひとつに舌が肉厚である事をあげていた[9]。
- レギュラーのよしログの告知タイムにライセンス限定で告乳をしている。

## 出演
- やりすぎコージー
- 語源刑事
- 女優魂（中京テレビ）
  - 子持ちのブラック系メイクアップアーティストを演じて見事パネラー達をあざむいた。
- イカリングの面積（テレビ東京系にて放送）
  - HYPER GO号で一時出演。
- MAXハニー
- コトバ咲く～絆がくれたメッセージ～（テレビ東京）
- 温泉天使（KBS京都、2002年11月18日・25日） -  フライ梓 役
- 山岸工業ニュース
- 高木梓のスピードクイズ（東京メトロ南北線・埼玉高速鉄道）
- 携帯サイト「どっきりクイーン」
- ゴチャ・まぜっ!木曜日 ミニコーナー（MBSラジオ）
  - ゴチャ・まぜっ!水曜日 ミニコーナー（MBSラジオ）
- よしもとオンライン
- 極楽満喫!グラドル温泉（MONDO21）
- バカソウル（テレビ東京系） - 天津木村のバックダンサーとして
- よしもとオンライン→よしログアシスタント
はんにゃ、ハリセンボン、NON STYLE、ペナルティ、エド・はるみ、ライセンス、トータルテンボス
- 踊る!さんま御殿!!（日本テレビ）
- マルさまぁ〜ず（TBS）
- しか〜も!!（日本テレビ）
- 人魚伝説（TVK）
- 炎のチャレンジャー（テレビ朝日）
- めちゃ×2イケてるッ!（フジテレビ）
- ポップジャム（NHK）
- うたばん（TBS）
- 若菜の女塾（テレビ東京）
- e-cluber（テレビ東京）
- ダンスは一番（テレビ埼玉）
- Felice 心理テストで最新情報（BS-i）
- セブンフェアリーズ/乙女裁判（KBS京都）
- 火曜サスペンス劇場（日本テレビ）
  - 警視庁鑑識班9
  - 警視庁鑑識班19 - 一条愛子 役
- 懸賞伝説（テレビ東京）
- 1/3娘（日本テレビ）
- 劇団演技者カーラヂオが終われば（フジテレビ）
- たかじんONEMAN（MBS）
- コトバ咲く※ナレーション（テレビ東京）
- 奇跡の動物園〜旭山動物園物語〜（フジテレビ）
- 金曜ナイト劇場 帝王（MBS）

### CM
- サンヨー食品「サッポロ一番カップスター」
- 東京サマーランド
- タカラトミー「ビールアワー」

### 雑誌
- 月刊アーマーモデリング（2009年より連載中）
- カスタムピープル（2011年より連載中）
- GOLF TODAY「GTバーディーズ」（2015年8月 - 、三栄書房）[1]

### 映画
- 特命女子アナ 並野容子（2009年、ティーエムシー） - 桜井アナ 役
- 悪魔の棲む家2001（2001年）
- スワンズソング十七歳（2002年）
- スケバン刑事 コードネーム=麻宮サキ（2006年）
- 宇宙で一番ワガママな星（2010年）
- ゴーストライターホテル（2011年）
- 怖すぎる話 劇場版（2014年）

### 舞台
- 光の射す花 - ヒロイン

### その他
- 照英王国GOLD（2012年5月 - 2013年4月、PlayStation Network） - MC
- 第10回ブラジルフェスティバル（2015年7月18日、代々木公園） - MC[10]

## 作品

### 写真集
- WHITE ROOM（2000年7月、テイアイエス、撮影：山岸伸）ISBN 978-4886182357
- ファイナル・ビューティー高木梓（2001年5月、竹書房）ISBN 978-4812407448
- ムネニトドクキモチ。（2002年3月、竹書房、撮影：斉木弘吉）ISBN 978-4812408971 - 高木梓18歳卒業写真集
- 高木梓Bright（I-ONE）（2006年4月、ラインコミュニケーションズ）ISBN 978-4862320445
- あずさっ一号 高木梓（2007年1月25日、英知出版）ISBN 978-4754273538

### DVD
- プチエンジェル 高木梓（Azusa Takagi）（2001年1月24日）
- Final Beauty 高木梓（2001年7月25日）
- A/Z（2004年5月14日）
- Amor（2004年7月23日）
- RED ZONE 高木梓（2005年8月26日）
- Visual Box Vol.4 ブリーチ・ザ・アイドル（2005年12月21日）
- 高木梓 Bright（2006年4月20日）
- 稲川淳二 真相・恐怖の現場〜禁断の地、再び〜 VOL.2（2006年6月23日）
- あずさ一号っ!（2007年1月25日）